# Hadaka Matsuri

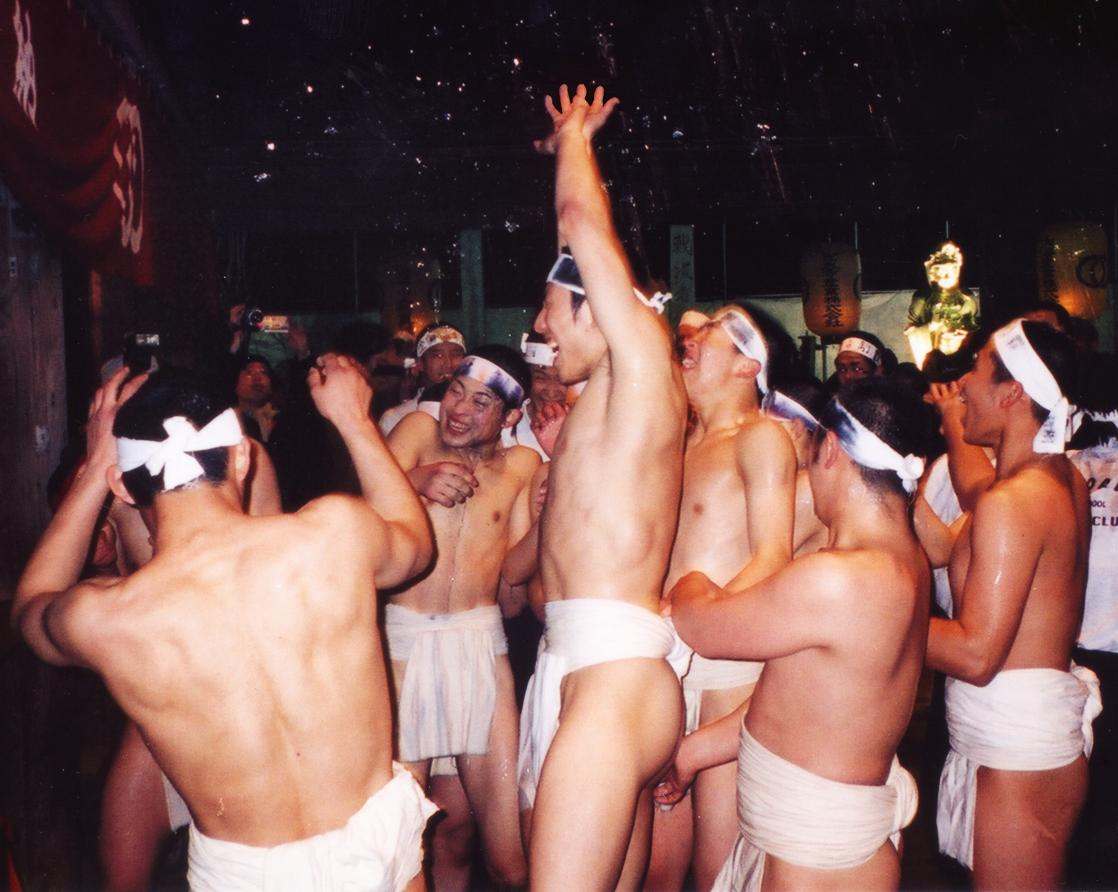
Participantes recebendo purificação através da água no Hadaka Matsuri em Saidaiji, Okayama.

Um hadaka matsuri 裸祭り (hadaka-matsuri) (lit. festival nu) é um tipo de festival japonês, ou matsuri, onde os participantes usam roupas o mínimo possível; geralmente somente um fundoshi, algumas vezes com um casaco happi, ou, muito raramente, totalmente nus. Festivais com um mínimo de roupa são feitos em dúzias de locais pelo Japão cada ano, geralmente no verão mas também no inverno. 
Todo ano são escolhido 5 jovens em toda a comunidade para ser dentre eles um escolhido a representar o homem espirito, a forma de escolha consiste em achar um palito especial numa bandeja oferecido pelos sacerdotes em uma cerimônia específica.
O homem escolhido é considerado somente no período do festival como o homem espirito e este passa por um processo de purificação. No dia principal da festa Hadaka Matsuri o escolhido faz um trajeto de cerca do trezentos(300) metros do portão da cidade até o templo completamente nu, nesta via chegam a comparecer uma multidão de homens usando uma roupa especial chamada fundoshi, que se esforçam para tocar o eleito acreditando transferir todas as suas má sorte para ele.
Uma vez chegado ao portão do templo, homens o puxam para dentro tomando-o da multidão a fim de continuarem o cerimonial.Nesta hora, o eleito fica descansando no templo até a hora da madrugada onde este levara escondido consigo alguns pedaços de bolo de arroz para enterrar fora da cidade. Esse processo, segundo a festa japonesa Hadaka Matsuri, diz que, uma vez enterrada os bolos de arroz, as pessoas da comunidade que conseguiram tocar no eleito ficam o ano inteiro protegido das más sortes até o próximo ano, onde ocorrerá um novo cerimonial com os mesmos processos. 